# Fort de Krasnaïa Gorka

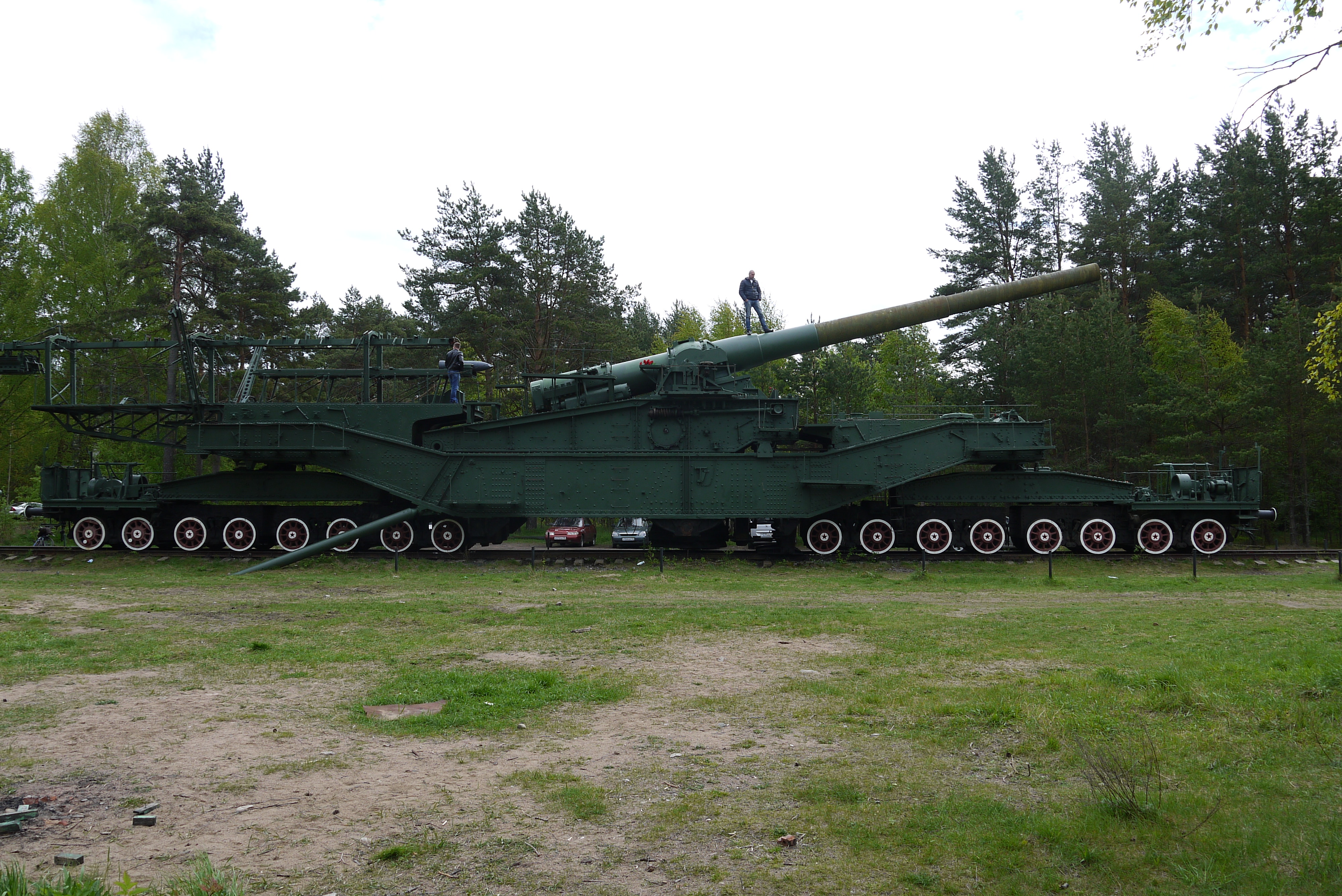
Canon ferroviaire de 305 mm dans le fort de Krasnaïa Gorka

Le fort de Krasnaïa Gorka (en russe : Красная Горка) est une forteresse d’artillerie côtière située dans le raïon de Lomonossov, dans l’oblast de Léningrad, en Russie. Il est situé sur la rive sud du golfe de Finlande, en face de l’île de Kotline et de la base de la flotte de la Baltique à Kronstadt. Le village le plus proche est Lebiajie (Лебяжье).

## Histoire
Le fort a été construit au XVIIIe siècle et considérablement modernisé à la fin du XIXe siècle et au début du XXe siècle, avec l’installation de canons de 12 pouces dans des casemates en béton. Les travaux ont été achevés en 1914.
Un fort périphérique appelé Seraya Loshad (Cheval Gris) a été construit à 8 km à l’ouest, contenant des canons Canet plus petits de 6 pouces et une batterie de canons Vickers de 120 mm. Il était destiné à couvrir les approches du fort principal.
Pendant la guerre civile russe, le fort a aidé à défendre la ville de Petrograd. En juin 1919, la garnison se mutina contre le gouvernement bolchevique, mais la révolte fut réprimée. Bien que l’armée estonienne et la Royal Navy britannique aient activement soutenu l’Armée du Nord russe blanche dans la région, leurs attaques n’ont pas été en mesure d’aider les mutins. Plus tard, à l’automne 1919, les forts furent attaqués sans succès par la 1re division de l’armée estonienne, soutenue par le bombardement du HMS Erebus. En 1921, les canons du fort bombardèrent Cronstadt pendant la rébellion.
Pendant la Seconde Guerre mondiale, avec ses canons lourds, le fort a joué un rôle essentiel dans la défense du siège de Léningrad et le maintien de la tête de pont d'Oranienbaum. Le fort a été désaffecté en 1960 et partiellement démoli.
De nos jours, la société historique « Fort Krasnaïa Gorka » s’occupe de faire des recherches sur les combats de la Seconde Guerre mondiale dans la région de Léningrad (aujourd’hui Saint-Pétersbourg). En novembre 2018, cette société a été contactée par un habitant qui avait découvert un champ de mines antichars oublié de la Seconde Guerre mondiale près de la localité de Lebiajie, à une dizaine de mètres de l’autoroute fédérale A121 et à 20 km de la centrale nucléaire de Sosnovy Bor, près de Saint-Pétersbourg. Ce champ avait été installé en août 1941 par des marins soviétiques pour contrer l’avancée des troupes allemandes, à un moment où elles menaçaient la ville de Léningrad. Ils avaient transformé des obus de 46 kilogrammes en mines antichars et les avaient placés en quinconce sur 120 mètres le long de la route. La société historique « Fort Krasnaïa Gorka » a alerté la police, permettant que les mines soient déterrées et désamorcées,.

## Galerie

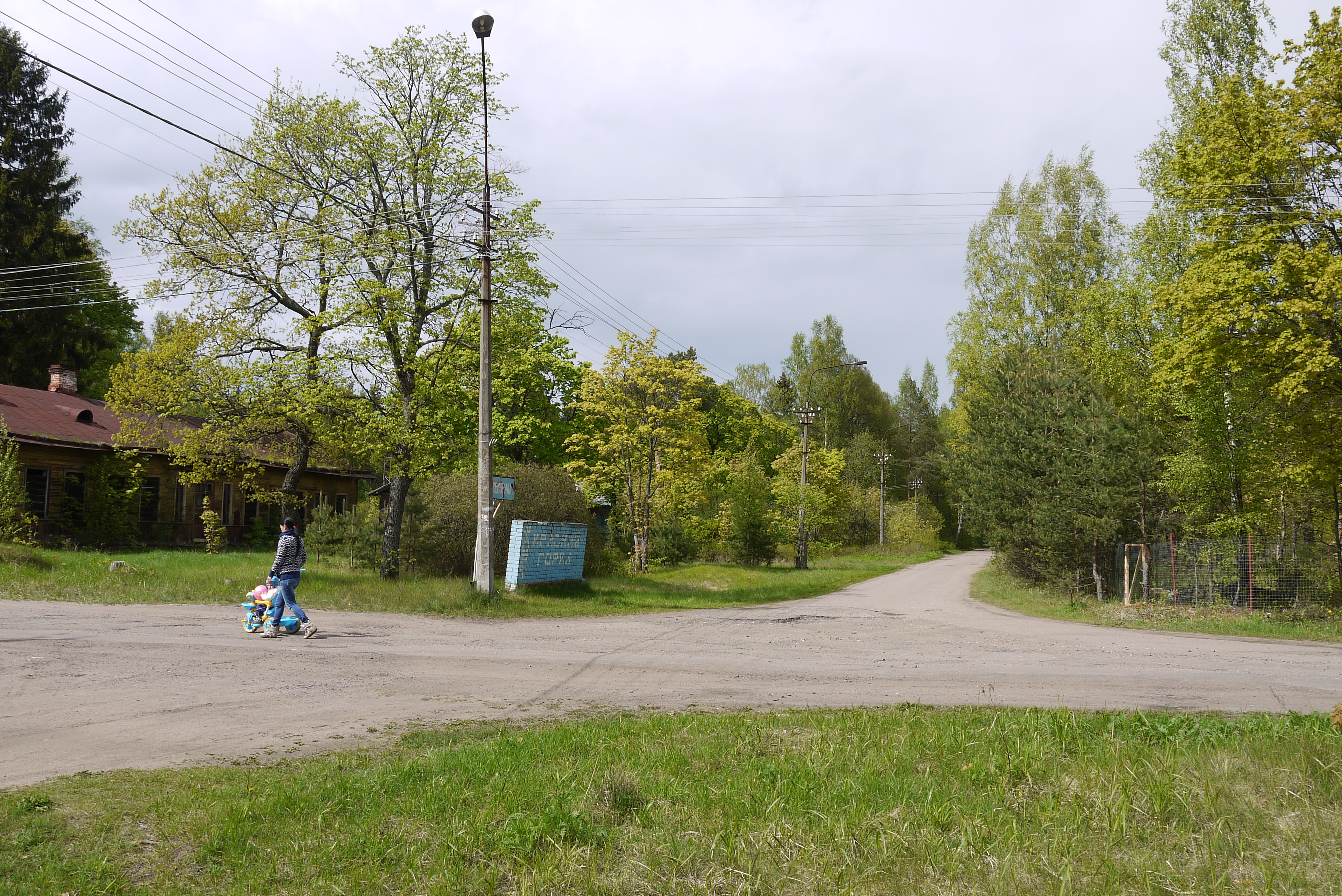
Entrée du fort de Krasnaïa Gorka
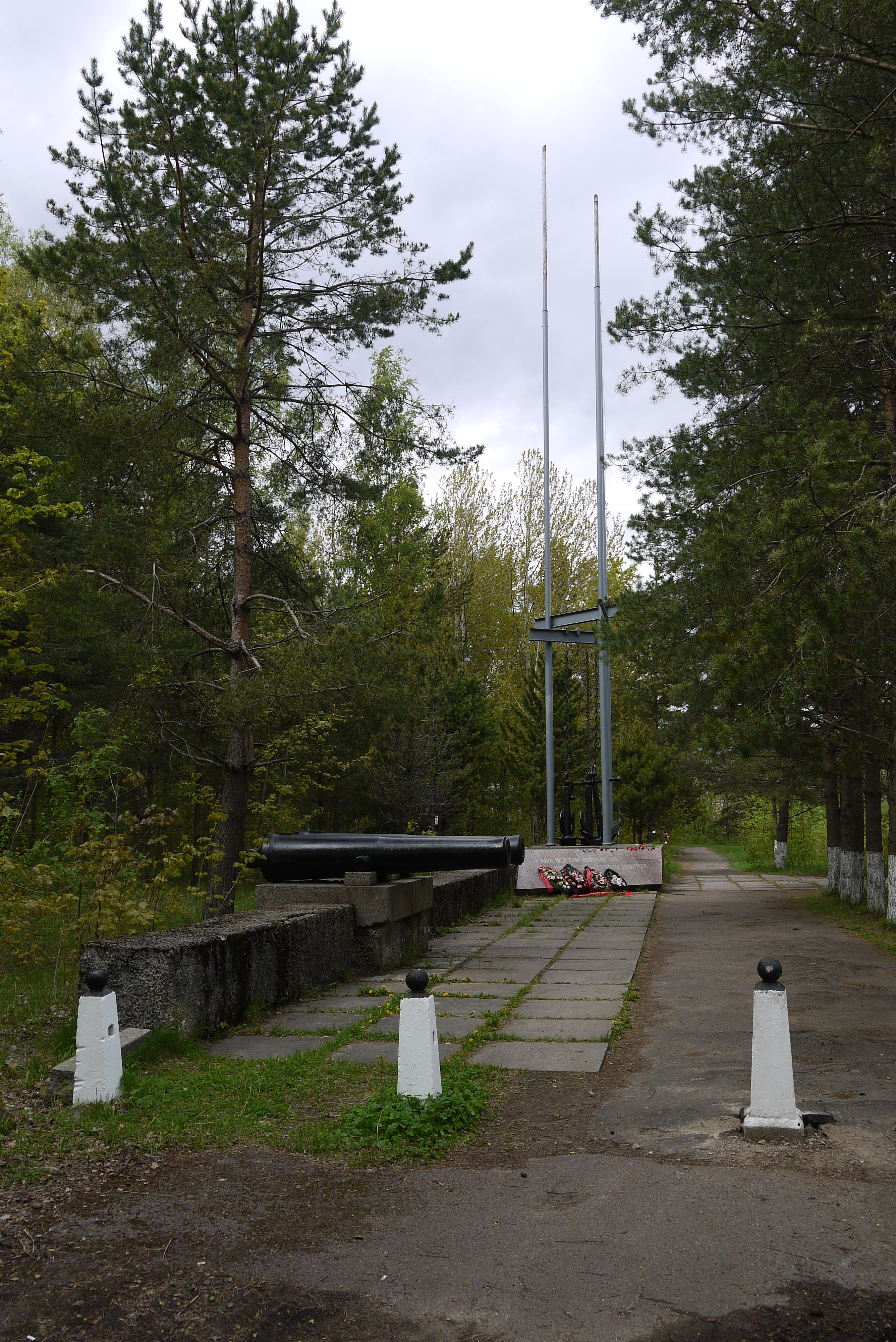
Mémorial au fort de Krasnaïa Gorka
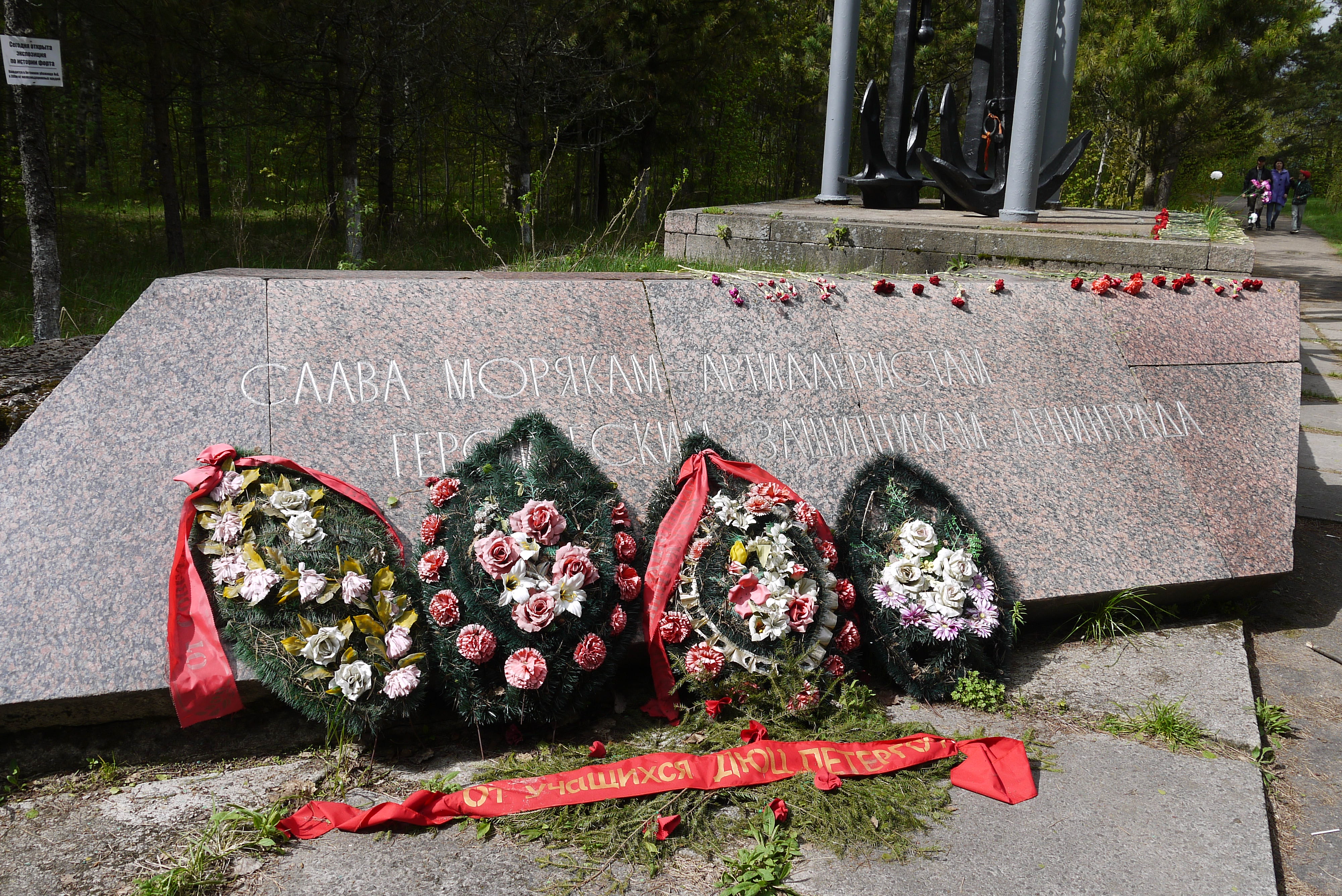
Mémorial au fort de Krasnaïa Gorka
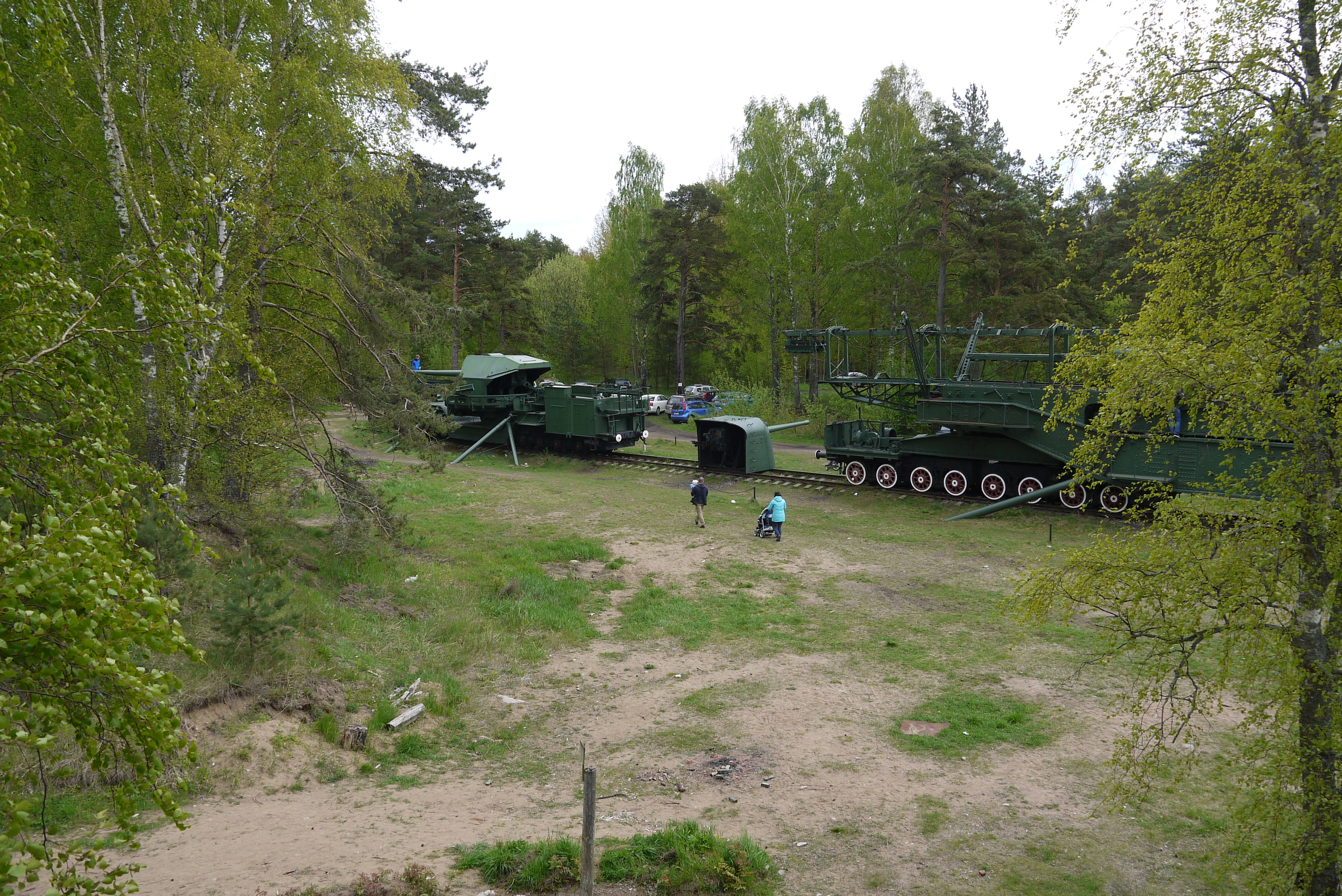
Canon ferroviaire TM-1-180, fort de Krasnaïa Gorka
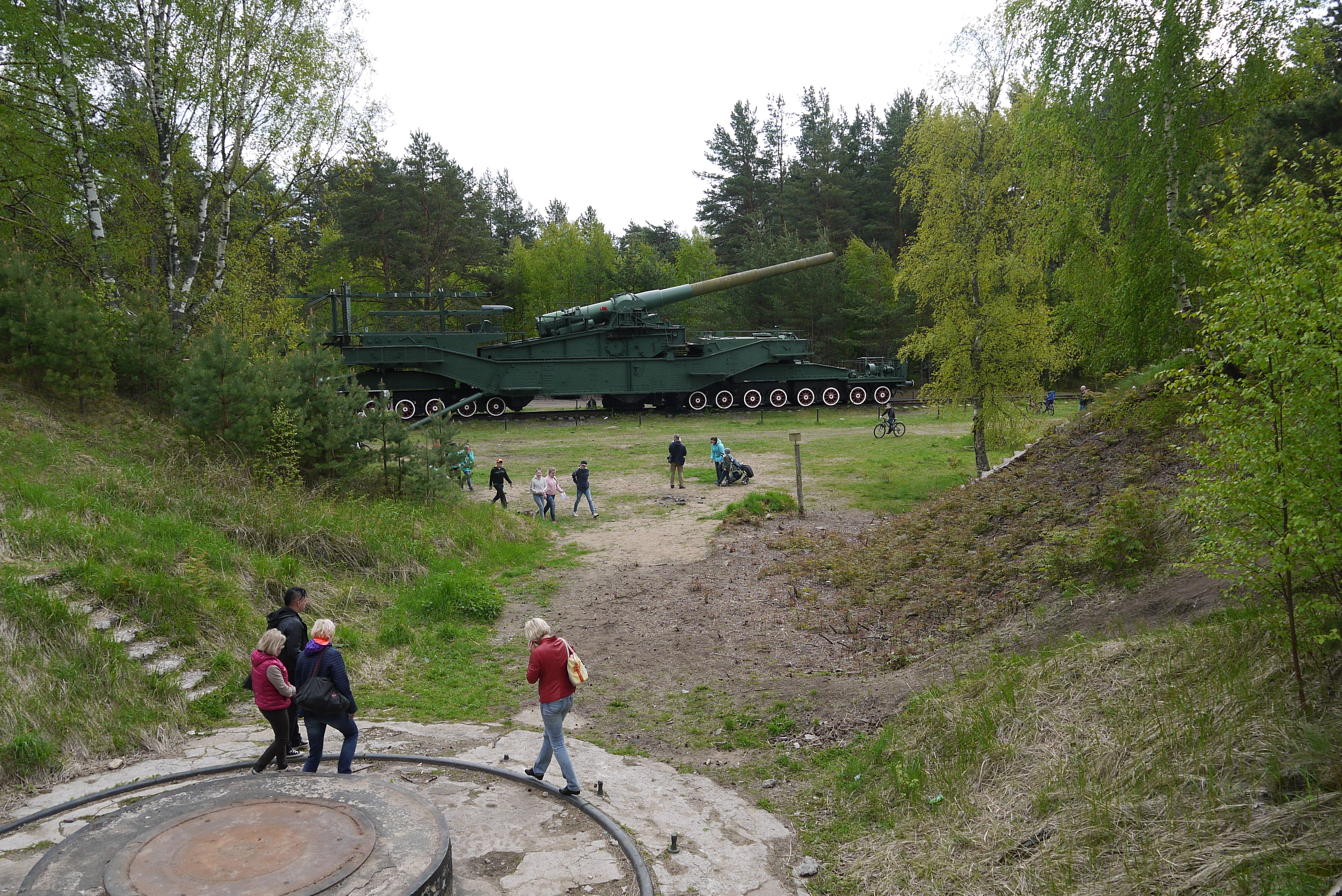
Canon ferroviaire TM-3-12, fort de Krasnaïa Gorka
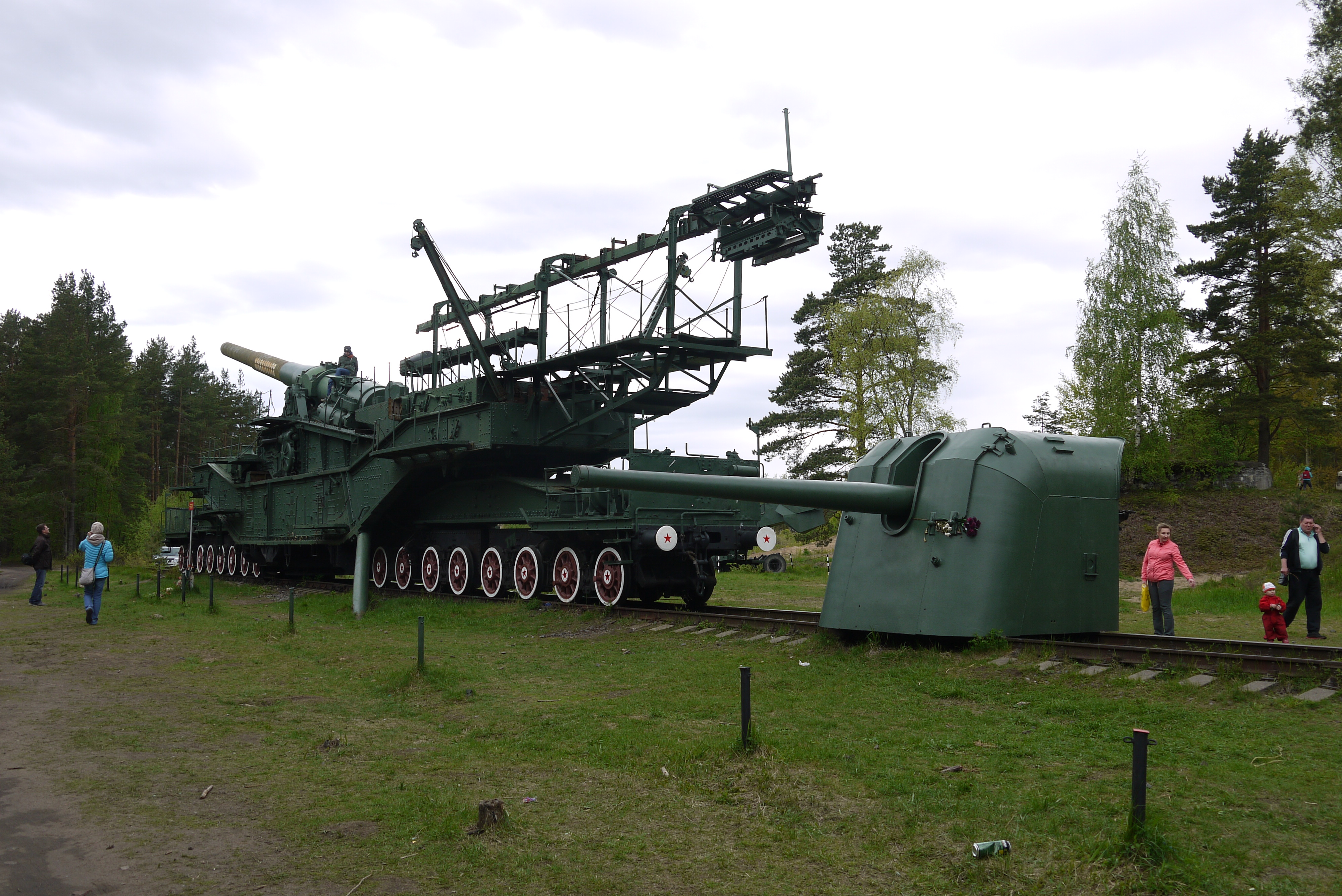
Canon ferroviaire TM-3-12, fort de Krasnaïa Gorka